# Spirembolus synopticus
Spirembolus synopticus là một loài nhện trong họ Linyphiidae.
Loài này thuộc chi Spirembolus. Spirembolus synopticus được miêu tả năm 1925 bởi Crosby.